# Крюгер (лунный кратер)
Кратер Крюгер (лат. Crüger), не путать с кратером Кригер (лат. Krieger) — крупный ударный кратер в юго-западной области видимой стороны Луны. Название присвоено в честь немецкого математика и астронома Петера Крюгера (1580—1639) и утверждено Международным астрономическим союзом в 1935 г. Образование кратера относится к раннеимбрийскому периоду.

## Описание кратера

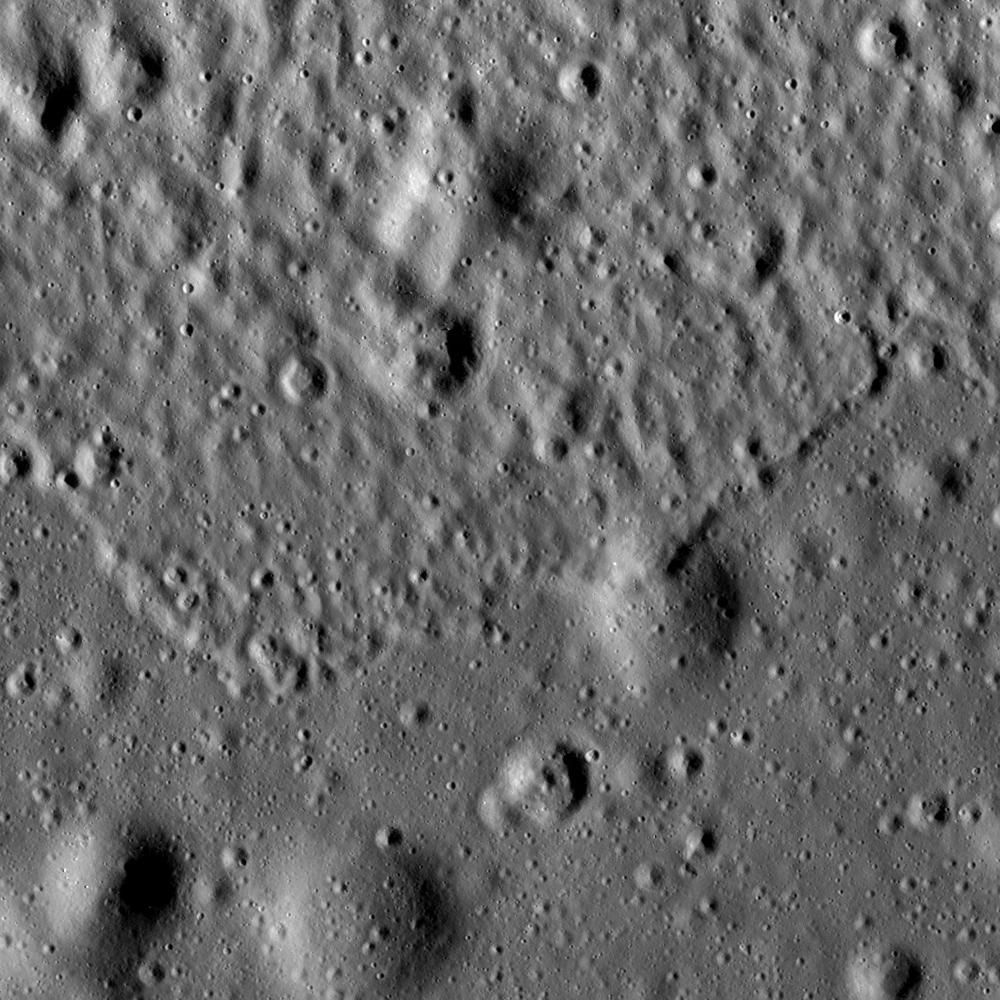
Участок западной части чаши кратера Крюгер. Снимок зонда Lunar Reconnaissance Orbiter, шинина снимка около 1670 м. Область пересеченная вторичными кратерами имеет четкую границу на юге, вероятно образованную падением плотно сконцентрированной массы пород выброшенных при импакте.

Ближайшими соседями кратера Крюгер являются кратер Рокка на северо-западе; кратер Сирсалис на северо-востоке; кратер Де Вико на востоке-юго-востоке и кратер Дарвин на юге-юго-западе. На западе от кратера Крюгер находятся горы Кордильеры; на северо-востоке Озеро Лета; на северо-востоке лежит Океан Бурь; на юго-востоке борозды Сирсалиса; на юге борозды Дарвина. Селенографические координаты центра кратера 16°41′ ю. ш. 66°58′ з. д. / 16,68° ю. ш. 66,96° з. д., диаметр 45,9 км, глубина 0,53 км.
Кратер Крюгер имеет полигональную форму и затоплен темной базальтовой лавой, чаша кратера характерна одним из самых низких на поверхности Луны альбедо. Над поверхностью лавы выступает низкий узкий вал c четко очерченной острой кромкой. Дно чаши кратера не имеет приметных структур кроме маленького кратера немного севернее центра. В чаше кратера находятся четыре области пирокластических отложений площадью 5, 50, 120 и 760 км².

## Сателлитные кратеры
| Крюгер | Координаты                                            | Диаметр, км |
| ------ | ----------------------------------------------------- | ----------- |
| A      | 16°01′ ю. ш. 62°51′ з. д. / 16,01° ю. ш. 62,85° з. д. | 24,9        |
| B      | 17°12′ ю. ш. 71°47′ з. д. / 17,2° ю. ш. 71,78° з. д.  | 13,0        |
| C      | 16°51′ ю. ш. 62°02′ з. д. / 16,85° ю. ш. 62,03° з. д. | 12,1        |
| D      | 15°20′ ю. ш. 64°39′ з. д. / 15,33° ю. ш. 64,65° з. д. | 12,5        |
| E      | 17°32′ ю. ш. 65°20′ з. д. / 17,53° ю. ш. 65,34° з. д. | 14,9        |
| F      | 14°11′ ю. ш. 64°28′ з. д. / 14,18° ю. ш. 64,47° з. д. | 8,5         |
| G      | 17°53′ ю. ш. 68°04′ з. д. / 17,89° ю. ш. 68,07° з. д. | 7,9         |
| H      | 18°01′ ю. ш. 65°21′ з. д. / 18,01° ю. ш. 65,35° з. д. | 6,9         |

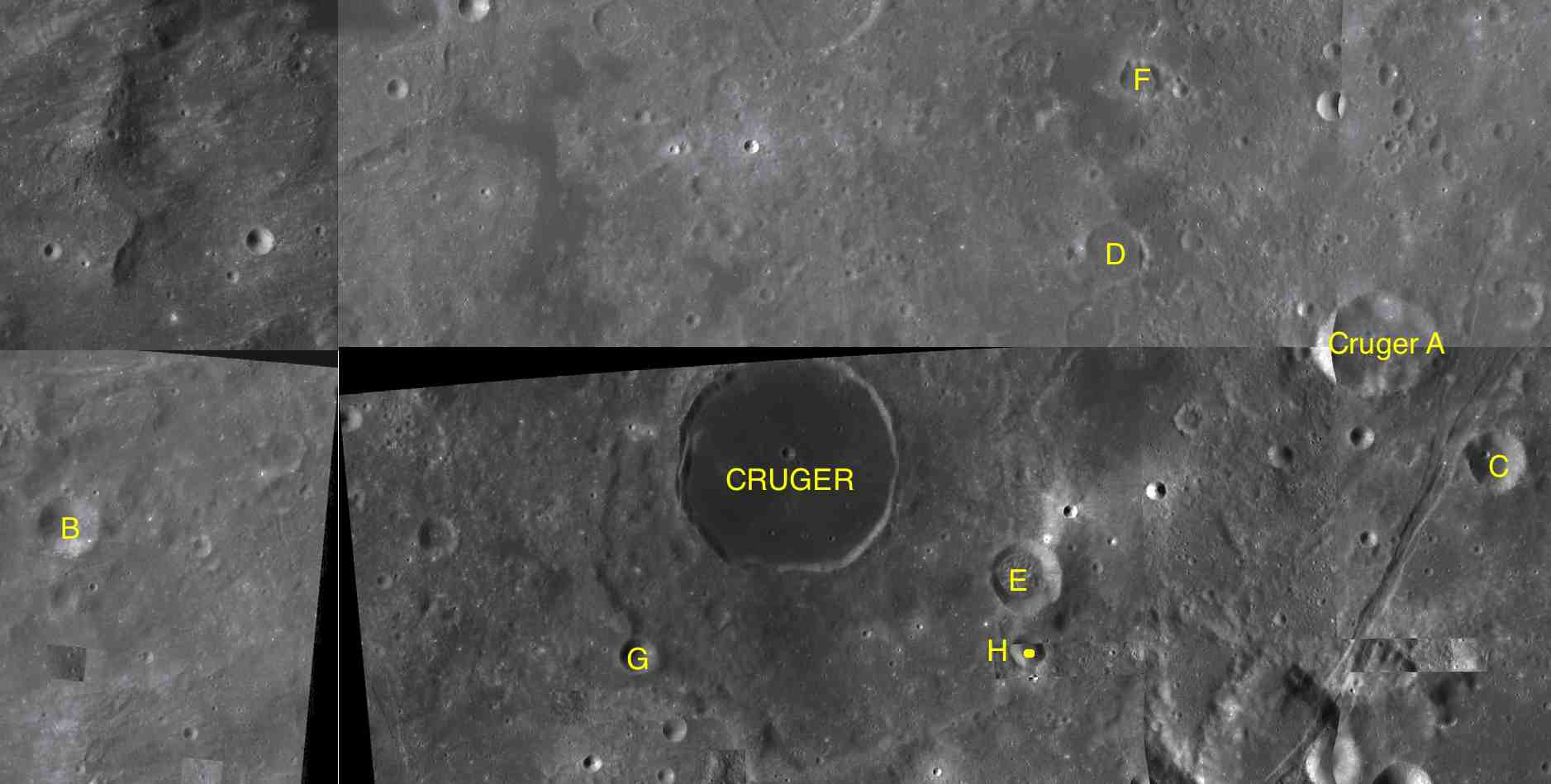
Фрагменты карт LAC-73, LAC-74, LAC-91, LAC-92.

- Сателлитный кратер Крюгер G обнажил анортозитовые породы в толще пород выброшенных при образовании Моря Восточного[5].

## См.также
- Список кратеров на Луне
- Лунный кратер
- Морфологический каталог кратеров Луны
- Планетная номенклатура
- Селенография
- Минералогия Луны
- Геология Луны
- Поздняя тяжёлая бомбардировка